# 中井龍
中井 龍（なかい りょう、1998年2月16日 - )は、日本のプロボクサー。角海老宝石ボクシングジム所属。WBCアジアスーパーフェザー級王者。兵庫県西宮市出身。

## 人物
西宮香風高校卒業後、知人の紹介で角海老宝石ジムに入門。なお西宮香風高校時代、アマチュア2冠達成。

## 来歴
2019年8月23日のプロデビュー戦はドロー。
その後2021年7月14日に後楽園ホールで日本ライト級6位の宇津木秀とライト級8回戦を行い、1回ダウンを奪う健闘を見せるもプロ初黒星となる8回0-3（75-76×2、74-77）判定負けを喫した。
2024年1月20日、後楽園ホールで齋藤麗王とスーパーフェザー級8回戦を行い、7回2分21秒TKO勝ちを収めた。
そして2024年6月8日、中国仏山市南海体育館でJBC非公認のWBCアジアスーパーフェザー級王者の劉文松とWBCアジア同級タイトルマッチを行い、10回2-1(96-94、97-93、93-97)判定勝ちでプロ初タイトルとなるWBCアジア王座獲得に成功。
2025年2月19日、後楽園ホールでWBOアジアパシフィックスーパーフェザー級11位の金泰善と同級8回戦を行い、8回3-0（80-72×3）判定勝ちを収めた。
2025年6月21日、内モンゴル自治区フフホト市でWBCアジアフェザー級11位のオキー・アクバルとWBCアジアスーパーフェザー級タイトルマッチを行い、2回TKO勝ちを収め初防衛に成功した

## 戦績
- アマチュア - 46戦30勝(15RSC)16敗
- プロ - 14戦 11勝（6KO） 2敗1分

## 獲得タイトル
- WBCアジアスーパーフェザー級王座（防衛1）